# Phyllomacromia villiersi
Phyllomacromia villiersi – gatunek ważki z rodziny Macromiidae.